# 伊吹 (馬主)
有限会社伊吹（いぶき）は、日本中央競馬会（JRA）に登録されていた法人馬主。
勝負服の柄は、赤、黄二本輪、黄袖赤二本輪。冠名には会社名より「イブキ」または「イブキノ」を用いた。

## 経歴
- 1987年 - イブキライダーが阪神障害ステークス・秋を制し、重賞初制覇。
- 1990年 - イブキマイカグラが阪神3歳ステークスを制し、GI級競走初制覇。
- 2008年 - イブキゴルデルゼが中央競馬から地方競馬（佐賀）に移籍し、名義が変更されたのを最後に所有馬がいなくなり、事実上の馬主撤退となった。

## 主な所有馬

### GI級競走優勝馬
- イブキマイカグラ（1990年阪神3歳ステークス、1991年弥生賞、NHK杯、菊花賞2着）

### 重賞競走優勝馬
- イブキカネール（1985年きさらぎ賞）
- イブキライダー（1987年阪神障害ステークス・秋）
- イブキファイブワン（1994年北九州記念）
- イブキニュースター（1995年フラワーカップ）
- イブキインターハイ（1995年京都4歳特別）[注 1][3]
- イブキラジョウモン（1995年中日スポーツ賞4歳ステークス）[注 2][4]
- イブキパーシヴ（1996年クイーンカップ、桜花賞2着）
- イブキヤマノオー（2001年ダイヤモンドステークス）
- イブキガバメント（2001年朝日チャレンジカップ、2002年鳴尾記念）

### その他の所有馬
- イブキバレリーナ（1985年紅梅賞、1986年小倉日経賞、オパールステークス、1987年栗東ステークス、北九州短距離ステークス）
- イブキクラッシュ（1994年武蔵野ステークス[注 3]、根岸ステークス2着、1995年武蔵野ステークス、シーサイドオープン、根岸ステークス2着）[注 4][5]
- イブキタモンヤグラ（1995年若駒ステークス、道新杯、1996年京阪杯2着、1997年日経新春杯2着）
- イブキマンパワー（2000年三木ホースランドパークジャンプステークス、2002年阪神スプリングジャンプ2着）
- イブキライズアップ[注 5][6]
- イブキリムジンオー（2005年小倉サマージャンプ2着）